# Alcotán-100
Le Alcotán-100 est un lance-missile non guidé antichar, portatif à usage unique.

## Caractéristiques
C'est un lance missile à usage unique fabriqué en Espagne.

### Utilisateurs
- Espagne
- Pérou
- Pakistan
- Ukraine[1]
- Bahreïn